# Kheshkār
Kheshkār (persiska: خشکار, Khūshkār) är en ort i Iran.   Den ligger i provinsen Kerman, i den sydöstra delen av landet, 900 km sydost om huvudstaden Teheran. Kheshkār ligger 2 704 meter över havet och antalet invånare är 187.
Terrängen runt Kheshkār är huvudsakligen kuperad, men österut är den bergig. Runt Kheshkār är det glesbefolkat, med 12 invånare per kvadratkilometer. Närmaste större samhälle är Bāft, 18,6 km söder om Kheshkār. Trakten runt Kheshkār är ofruktbar med lite eller ingen växtlighet.